# Geissois velutina
Geissois velutina là một loài thực vật có hoa trong họ Cunoniaceae. Loài này được Guillaumin ex H.C.Hopkins mô tả khoa học đầu tiên năm 2006.